# 아르네 시흐보

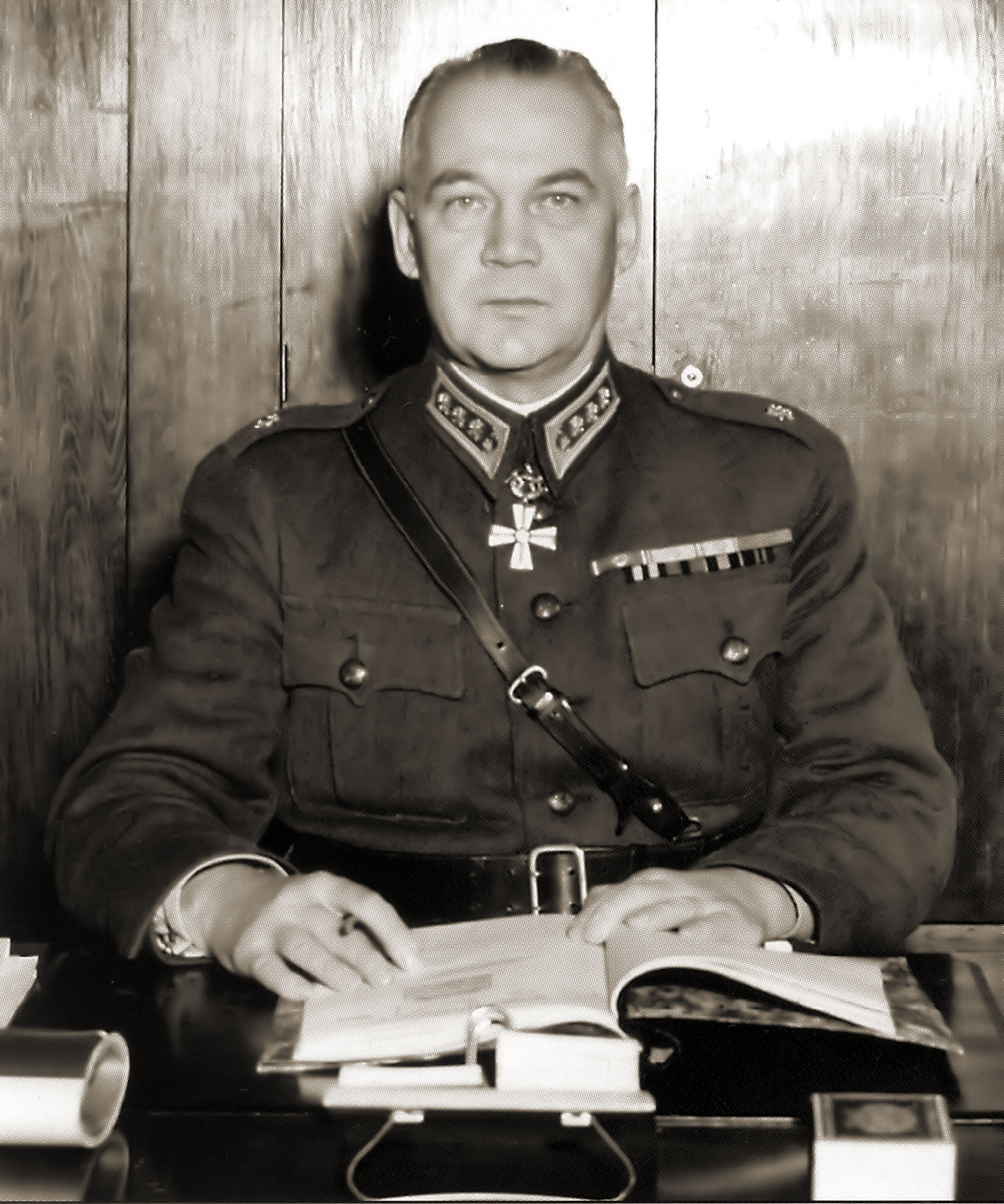

아르네 시흐보(핀란드어: Aarne Sihvo, 1889년 11월 22일 - 1963년 6월 12일)는 핀란드의 군인, 정치인이다.
비롤라흐티의 학교 교사 안티 아돌프 시흐보(Antti Adolf Sihvo)와 그 처 민나 엘리사베트 뉘만(Minna Elisabeth Nyman)의 아들로 태어났다. 1910년 고등학교를 졸업하고 헬싱키 대학교에서 의학을 공부했다. 1915년 독일로 가서 군사훈련을 받았다. 핀란드 내전이 일어나자 사이마호와 라도가호 사이의 카리알라 전선에서 복무하면서 대령까지 진급했으나, 독일 제국이 핀란드를 좌우하는 것에 동의하지 못하여 종전 직후 군문을 떠났다. 시흐보는 군부의 다른 장령들과 달리 공화주의를 지지했고, 1919년에는 국민진보당에 가입해서 국회의원에 출마해서 당선, 1920년까지 재직했다. 이후 군에 복귀해서 1926년-1933년, 1946년-1953년 두 차례 군부 총사령관으로 재임했다. 1932년에는 파시스트들이 준동하자(맨챌래 반란) 이를 총사령관으로서 진압했다.
내전기에 쌓은 명망과 정치적 위치로 인해 시흐보는 종종 만네르헤임 남작의 경쟁자로 여겨졌다. 시흐보는 만네르헤임 남작이 퇴진했을 때(전간기, 그리고 2차대전 이후) 군부에서의 관운이 트였고, 만네르헤임이 통수권을 갖고 있던 2차대전 중에는 활약하지 못했다.

## 경력 요약
군 계급
- 1918년 2월 11일 대위
- 1918년 3월 15일 소령
- 1918년 4월 6일 중령
- 1918년 5월 3일 대령
- 1925년 12월 5일 소장
- 1930년 8월 14일 중장
- 1946년 9월 20일 보병대장